# Årstads härad
Årstads härad var ett härad i Hallands län. Området utgör idag av södra Falkenbergs kommun och västligaste Hylte kommun. Årstads härad omfattade 1927 550 kvadratkilometer varav 533 land. Här fanns 1932 9 847 invånare. Tingsställe var tidigt Köinge[källa behövs]. Från 1770-talet var Heberg tingsställe som 1907 flyttade till Falkenberg.

## Vapnet
Häradsvapnet fastställdes av Kungl. Maj:t år 1962: "I blått fält två korslagda åror av silver."

## Namnet
Häradsnamnet  skrevs 1288 prouincia Arestathæ. Der är lånat från kyrkbyn i Årstads socken och innehåller pluralis av forndanska stath, "ställe" och möjligen genitiv av mansnamnet Ari.

## Socknar
I Falkenbergs kommun
- Abild
- Asige (före 1888 låg del av socknen, den så kallade Öinge fjärding, i Halmstads härad)[4]
- Askome
- Eftra
- Krogsered
- Skrea
- Slöinge
- Vessige
- Årstad

I Hylte kommun
- Drängsered

Falkenbergs stad hade en egen jurisdiktion (rådhusrätt) till 1938.

## Geografi
Häradet sträckte sig från Kattegatt till Småländska höglandet. Trakten består av slättbygd med jordbruksmark som övergår i bergig skogsbygd med våtmarker och småsjöar.
I Vessige socken finns den medeltida borgruinen Sjönevadsborg. Senare sätesgårdar var Bjerrome säteri (Vessige), Hjulebergs säteri (Abild), Sannarps säteri (Årstad), Knobesholms säteri (Asige), Hertings herrgård (Skrea) och Stensjö säteri (Eftra).
Gästgiverier fanns i kyrkbyn i Krogsereds socken, kyrkbyn i Slöinge socken och i Sjönevad (Vessige).

## Län, fögderier, tingslag, domsagor och tingsrätter
Socknarna ingick i Hallands län. Församlingarna tillhör(de) Göteborgs stift.
Häradets socknar hörde till följande fögderier:
- 1720-1946, 1 juli Halmstads fögderi
- 1946, 1 juli-1990 Falkenbergs fögderi

Drängsereds socken dock kvar i Halmstads fögderi även efter 1946 
Häradets socknar tillhörde följande tingslag, domsagor och tingsrätter:
- 1683-1906 Årstads tingslag i Hallands mellersta domsaga (Årstads, Faurås och Himle härader)
- 1907-1947 Årstads och Faurås tingslag i Hallands mellersta domsaga
- 1948-1970 Hallands mellersta domsagas tingslag i Hallands mellersta domsaga

- 1971 Hallands mellersta tingsrätt och domsaga
- 1972-Varbergs tingsrätt och domsaga

Drängsereds socken tillhörde från 1971 Hallands södra tingsrätt och från 1975 Halmstads tingsrätt.